# Echo Muzyczne, Teatralne i Artystyczne
Das Echo Muzyczne, Teatralne i Artystyczne (Musikalisches, Theatralisches und Künstlerisches Echo) war eine polnische Wochenzeitschrift, die von 1877 bis 1907 in Warschau herausgegeben wurde.
Die Zeitschrift wurde 1877 von Wincenty Kruziński als Echo Muzyczne gegründet und erschien bis 1882 als Halbmonatsschrift. 1883 wurde sie in Echo Muzyczne i Teatralne umbenannt und erschien wöchentlich. 1885 erfolgte die zweite Umbenennung in Echo Muzyczne, Teatralne i Artystyczne. 1905 wurde die Zeitschrift wieder in Echo Muzyczne i Teatralne umbenannt.
Chefredakteure waren Jan Kleczyński und Aleksander Rajchman.